# Tanagra złotołbista
Tanagra złotołbista (Bangsia aureocincta) – gatunek małego ptaka z rodziny tanagrowatych (Thraupidae). Występuje endemicznie w Andach w Kolumbii. W Czerwonej księdze gatunków zagrożonych IUCN klasyfikowany jest jako gatunek narażony (VU, ang. Vulnerable).

## Systematyka
Takson ten po raz pierwszy zgodnie z zasadami nazewnictwa binominalnego opisał austriacki ornitolog Carl Eduard Hellmayr w 1910 roku na łamach „Bulletin of the British Ornithologists’ Club”. Autor nadał mu nazwę Buthraupis aureocincta, przypisując go do rodzaju Buthraupis, a jako miejsce typowe podał góry Tatamá, departament Chocó w Kolumbii. W 1919 roku Thomas E. Penard zaproponował wydzielenie części gatunków z rodzaju Buthraupis, w tym tanagry złotołbistej, do nowo utworzonego rodzaju Bangsia. Później nie wszyscy autorzy akceptowali taki podział, jednak badania molekularne wykazały, że Buthraupis i Bangsia są odrębnymi rodzajami. Obecnie tanagra złotołbista jest uznawana za osobny, monotypowy gatunek.

### Etymologia
- Bangsia: na cześć amerykańskiego zoologa Outrama Bangsa (1863–1932)[11].
- aureocincta: łac. aureus – „złoty”, łac. cinctus – „przepasany, owinięty”[12].

## Morfologia
Mały ptak o ciemnoczerwonych tęczówkach i bladych szarobrązowych nogach i stopach. Występuje niewielki dymorfizm płciowy. Samiec ma czarniawą głowę, szyję, gardło, podbródek i boki piersi. Nad okiem szeroki żółty pasek brwiowy przechodzący na boki szyi, od dzioba ciągnie się szeroki wąs także w kolorze żółtym. Skrzydła czarniawe z matowoniebieskimi pokrywami. Górne części ciała głównie zielonkawe od ciemnozielonych do jasnozielonych. Pokrywy nadogonowe jasnozielone. Sterówki ciemniejsze o oliwkowych brzegach z matowoniebieskim odcieniem. Dolne części ciała zielone z wyjątkiem żółtej piersi oraz żółtawych pokryw podogonowych. Samica jest bardzo podobna do samca. Ma jednak mniej czarniawą głowę, brak czarnych boków piersi. Ma też bardziej matowy zielony grzbiet oraz bardziej matowo niebieskie skrzydła.
Wymiary na podstawie:
|                       | Samiec    | Samica    |
| --------------------- | --------- | --------- |
| Masa (g)              | 39,4–46,6 | 38,3–44,6 |
| Długość skrzydła (mm) | 88–90,5   | 83–85     |
| Długość ogona (mm)    | 51,5–53,5 | 51,5–53   |
| Długość dzioba (mm)   | 17,2–18,4 | 17,3–19   |
| Długość skoku (mm)    | 24,8–26,5 | 24,7–27,4 |

## Zasięg występowania
Tanagra złotołbista występuje na ograniczonym terenie zachodnich zboczy kolumbijskich Andów. Zasięg występowania (EOO, Extent of Occurrence) według szacunków organizacji BirdLife International obejmuje około 8 tys. km², występuje prawdopodobnie w nie więcej niż 100 populacjach, w zakresie wysokości od 1350 do 2195 m n.p.m., jednak głównie powyżej 1700 m n.p.m.

## Ekologia i zachowanie
Jego głównym habitatem jest podszyt i środkowe warstwy wilgotnych lasów górskich. Długość pokolenia jest określona na 3,3 lat. Tanagra złotołbista ma zróżnicowaną dietę składającą się z owoców, pąków kwiatów, nasion i owadów. Obserwowano zbieranie owoców roślin z następujących rodzajów i rodzin: cekropka, wrzosowate, Marcgraviaceae, figowiec, marzanowate i obrazkowate. Prawdopodobnie zjada także drobne kręgowce, ptak ten był zauważony z płazem bezogonowym w dziobie. Żeruje pojedynczo, w parach lub grupach rodzinnych, występuje także w stadach mieszanych najczęściej z gatunkami: zieleniec szarobrzuchy (Chlorospingus semifuscus), habia Sztolcmana (Habia stolzmanni), zieleniec żółtogardły (Chlorospingus flavigularis), szmaragdotanagra lśniąca (Chlorochrysa phoenicotis), zieleniec zmienny (Chlorospingus flavopectus), tangarka złota (Tangara arthus), organka złotoczelna (Euphonia xanthogaster), rzadziej w stadach z gatunkami: brodacz czerwonogłowy (Eubucco bourcierii), owocojad złotopierśny (Pipreola jucunda), stokowczyk szaropierśny (Henicorhina leucophrys), tęczanka strojna (Chlorophonia pyrrhophrys), tęczanka modrogrzbieta (Chlorophonia cyanea).

### Rozmnażanie
Sezon lęgowy tego gatunku trwa od lutego do lipca. Gniazda buduje na drzewach w epifitach na wysokości 6–15 m nad ziemią. Jedyne opisane gniazdo miało kształt zamkniętej wydłużonej kuli zbudowanej z mchu i wyłożonej korzonkami.

## Status
W Czerwonej księdze gatunków zagrożonych IUCN tanagra złotołbista jest uznawana za gatunek narażony (VU, ang. Vulnerable). Wielkość populacji jest oszacowana na więcej niż 600, a mniej niż 1700 dorosłych osobników. BirdLife International ocenia trend liczebności populacji jako spadkowy ze względu na degradację jego naturalnego habitatu.